# Alberich von Montecassino
Alberich von Montecassino (* um 1030 bei Benevento; † nach 1105) war ein italienischer Mönch in Montecassino und Verfasser von theologischen und hagiographischen Schriften sowie Abhandlungen zur Stilkunst.

## Leben
Alberich war spätestens seit 1065 Mönch in Montecassino, wo er als Lehrer wirkte. Zu seinen Schülern zählte Johannes von Gaeta, befreundet war er mit Desiderius von Montecassino und Petrus Damiani. 1079 diskutierte er in Rom mit Berengar von Tours über die Eucharistielehre, die Abhandlung De corpore Domini ist verloren. In einem weiteren verlorenen Traktat verteidigte er Gregor VII. gegen Heinrich IV. Zu seinen rhetorischen Abhandlungen gehören das Breviarium de dictamine und die Flores rhetorici, während für die Rationes dictandi die Verfasserschaft in der neueren Literatur bestritten wird. Er war ein Vertreter der älteren Rhetorik, jedoch zeigen seine Werke Ansätze zur Ars dictandi, die von den ersten Lehrern dieser Kunst in Oberitalien aufgegriffen und weiterentwickelt wurden.
Im Zusammenhang mit den beruflichen Tätigkeiten der Briefsteller soll der Stil von Alberich von Montecassino vorbildlich gewesen sein. Für die von Onofrio Panvinio zuerst veröffentlichte Annahme, die oft wiederholt wurde, Alberich sei Kardinal gewesen, gibt es jedoch keine zeitgenössischen Quellen.

## Ausgaben
- Filippo Bognini (Hrsg.): Alberico di Montecassino: Breviarium de dictamine. Kritische Edition. Sismel, Florenz 2008, ISBN 978-88-8450-265-0.